# كولن ديكستر
كولن ديكستر (بالإنجليزية: Colin Dexter)‏ (29 سبتمبر 1930 في المملكة المتحدة - 21 مارس 2017، أكسفورد في المملكة المتحدة)؛ كاتب وروائي بريطاني.

## روابط خارجية
- كولن ديكستر على موقع IMDb (الإنجليزية)
- كولن ديكستر على موقع الموسوعة البريطانية (الإنجليزية)
- كولن ديكستر على موقع ميوزك برينز (الإنجليزية)
- كولن ديكستر على موقع ديسكوغز (الإنجليزية)
- كولن ديكستر على موقع قاعدة بيانات الفيلم (الإنجليزية)